# Clayton, New Mexico
Clayton är en ort (town) i Union County i delstaten New Mexico i USA. Orten hade 2 643 invånare, på en yta av 20,19 km² (2020). Clayton är administrativ huvudort (county seat) i Union County.